# Didwana
Didwana è una suddivisione dell'India, classificata come municipality, di 44.661 abitanti, situata nel distretto di Nagaur, nello stato federato del Rajasthan. In base al numero di abitanti la città rientra nella classe III (da 20.000 a 49.999 persone).

## Geografia fisica
La città è situata a 28° 58' 17 N e 73° 56' 24 E e ha un'altitudine di 198 m s.l.m..

## Società

### Evoluzione demografica
Al censimento del 2001 la popolazione di Didwana assommava a 44.661 persone, delle quali 23.396 maschi e 21.265 femmine. I bambini di età inferiore o uguale ai sei anni assommavano a 7.728, dei quali 4.057 maschi e 3.671 femmine. Infine, coloro che erano in grado di saper almeno leggere e scrivere erano 26.116, dei quali 16.388 maschi e 9.728 femmine.